# Stand Inside Your Love
"Stand Inside Your Love" é uma canção escrita por Billy Corgan, gravada pela banda The Smashing Pumpkins.
É o segundo single do quinto álbum de estúdio lançado a 29 de fevereiro de 2000, Machina/The Machines of God.

## Desempenho nas paradas musicais
| Parada musical (2000)                       | Posições |
| ------------------------------------------- | -------- |
| Estados Unidos - Hot Mainstream Rock Tracks | 11       |
| Estados Unidos - Alternative Songs          | 2        |
| Itália - FIMI                               | 4        |
| Reino Unido - UK Singles Charts             | 23       |